# 下呂温泉
下呂温泉（げろおんせん）は、岐阜県下呂市（旧飛騨国、岐阜県益田郡下呂町）にある温泉。室町時代には万里集九が有馬温泉や草津温泉とともに「三名泉」とし、江戸時代には林羅山もこれらの三温泉を「天下の三名泉」と記した（日本三名泉）（ただし、当時は下呂ではなく湯島と表記）。

## 泉質
- アルカリ性単純温泉、源泉温度84度

## 温泉街

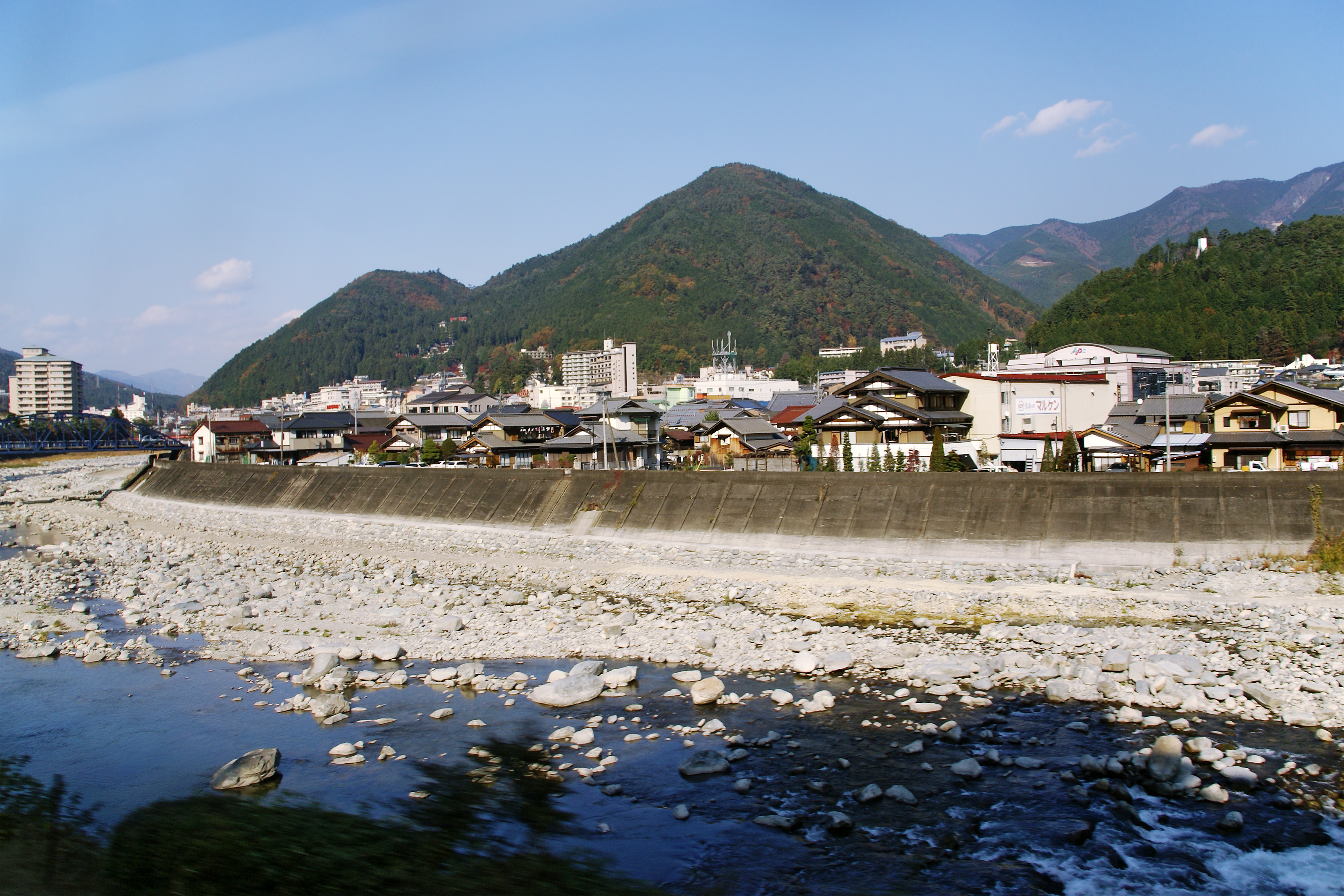
温泉街と中根山（下呂富士）

下呂駅から飛騨川（益田川）沿いを中心に旅館・ホテルが林立している。川沿いのほか、両岸の山腹部にも宿泊施設があり、多くは下呂駅とのシャトルバスの便がある。なお、下呂市の町名では川の西側が幸田（こうでん、下呂駅も含まれる。）、川の東側は下呂大橋（いで湯大橋）の先の道路（阿多野通り）の北側が湯之島、南側が森であり、この3地区にほとんどが含まれるが、最も北西側にある宿泊施設は旧・益田郡萩原町域（現在の下呂市萩原町西上田）に所在するものもある。

## ホテル・旅館
旅館や高級ホテルからビジネスホテルまで、各種ホテルが多数ある。詳細は下呂温泉旅館協同組合のウェブサイトを参照のこと。ただし、一部に旅館組合非加盟の宿泊施設がある（大江戸温泉物語下呂新館など）。
下呂温泉旅館協同組合では「湯めぐり手形」を発売している。有効期限はあるものの、「湯めぐり手形」1枚につき、手形加盟旅館の中から3箇所を選んで立ち寄りで、入浴することができる。

## 外湯
外湯（公衆浴場）はクアガーデン露天風呂・白鷺の湯・幸乃湯の3ヶ所がある。

## 気候
下呂温泉の気候は山間内陸性気候である。周囲を山に囲まれている。1日のうちでも寒暖差があり、春や秋は着脱できる上着が必要である。
飛騨地方では南部、水系では太平洋側にあたるため、積雪はあるもののそれほど多くはない。

## アクセス

### 鉄道
- 東海旅客鉄道（JR東海）高山本線：名古屋駅 - 岐阜駅 - 美濃太田駅 - 下呂駅 - 高山駅 - 飛騨古川駅 - 猪谷駅 - 越中八尾駅 - 富山駅（最速の特急ひだ号の場合）
  - 特急ひだ号は、大阪駅発着も1往復運行されている。

### バス
- ＜路線バス＞高山濃飛バスセンター - 下呂温泉下 - 下呂バスセンター（濃飛バスが運行）
  - 高山濃飛バスセンターにて、新宿、名古屋、岐阜、京都・大阪方面の高速バスと上高地・松本、白川郷・金沢方面の特急バスに接続。
- ＜特急バス＞下呂バスセンター - 下呂温泉 - 高山濃飛バスセンター - 白川郷（濃飛バスが運行）
- 下呂温泉旅館協同組合加盟旅館・ホテルに宿泊する場合、名古屋駅からの直行バス（予約制）を利用できる[9]。

### 自家用車
- E19 中央道 中津川ICより国道257号経由。
- E41 東海北陸道 郡上八幡ICより国道256号・国道41号経由。

## 歴史
10世紀の延喜年間から天暦年間の頃に、現在の温泉地の東方にある湯ヶ峰（1,067m）の山頂付近に温泉が湧出したのがはじまりである。泉効があり、当時から湯治客があったと言われる。
1265年（文永2年）に山頂からの湧出は止まったが、現在の温泉地である飛騨川の河原に湧出が発見された。このことは開湯伝説における白鷺伝説（薬師如来が一羽の白鷺に化身し、湧出地を知らせたという伝説）として伝わる。湯口の移動により、湯ヶ峰に安置してあった薬師如来像を村里に移動し、温泉寺とした。室町時代に、五山僧・万里集九が草津・有馬とともに天下三名泉として全国に紹介した。1621年には林羅山も著書の中で草津・有馬とともに名湯として挙げている。中根山の山麓に建つ温泉寺は江戸時代の創建と言われる（1671年）。当時の泉名は「湯島」と言い、その後、湯之島温泉が下呂温泉の別名としても使われた。温泉地は飛騨川の氾濫の度に壊滅的な被害を受けてきたが、その度に復興してきたものの、安政の大洪水で湯脈が破壊されて湧出口を失い、明治時代にわずかに出たものの寂れてしまった。
復活をかけて地元民により大正時代にボーリング採掘が始まり、昭和初期には、高山本線下呂駅開業（1930年（昭和5年））を見据えて、名古屋の実業家・岩田武七（現在のマドラスの創業者）が採掘事業に乗り出し、1931年（昭和6年）に湯之島館を開業した。同旅館の建物は国の登録有形文化財になっている。

### 地名の由来
「下呂」の名の起源は律令制の時代にさかのぼる。「続日本紀」によれば、776年（宝亀2年）下呂温泉の付近には美濃国の菅田駅と飛騨国大野郡の伴有駅（上留駅）があった。しかし、この2つの駅間は遠い上に道も険しかったため、中間に駅を新設することとなり、下留駅（しものとまりえき）を置いた。やがて、時代が進むに従い下留（げる）と音読みするようになり、転じて現在の音と表記になった。
菅田駅は、現在の下呂市金山町菅田、伴有駅は下呂市萩原町上呂にあったものである。

## 名所

### 噴泉池

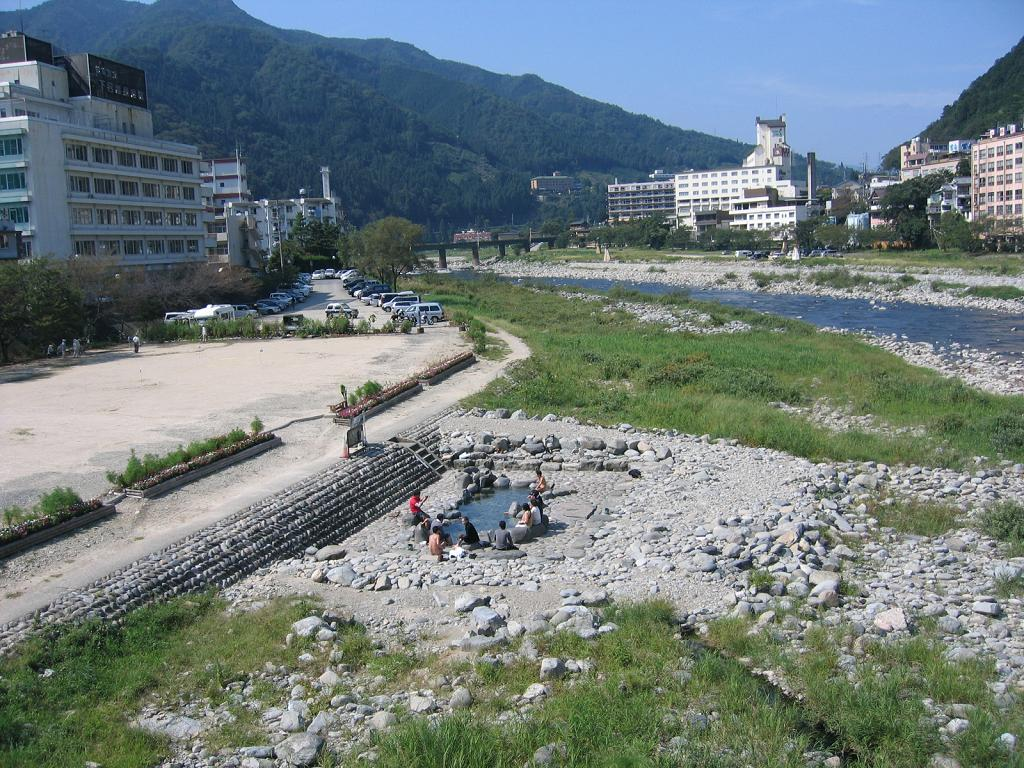
温泉噴泉地（河原露天風呂）

下呂温泉では飛騨川河川敷に観光客らが気軽に入浴できるよう1983年（昭和58年）から「噴泉池」と呼ばれる温泉が設けられている。
「噴泉池」は無料の露天風呂として大雨による水没や土砂の流入がたびたびあったが場所や規模を変えながら継続されてきた。利用にあたっては、2010年（平成22年）2月1日から男女とも水着の着用が義務付けられていた。しかし、ルール違反やトラブルなどによる苦情が市に寄せられ、景観への配慮もあり運用が見直されることになった。
2021年（令和3年）12月1日から「噴泉池」は足湯専用になっている。
- 位置（温泉噴泉地）：北緯35度48分27.2秒 東経137度14分27.4秒 / 北緯35.807556度 東経137.240944度

### 足湯
下呂温泉にも足湯が多数設置されている。最初のものは、2000年（平成12年）に開設された「鷺の足湯」である。

### 火ぶり漁
鮎が産卵のために川を下る「落ち鮎」の習性を利用して行われてきた伝統的な漁法。網を仕掛け、かがり火と松明で鮎を網に追い込む。馬瀬川では、例年8月下旬から9月下旬頃にかけて行われる。

### 観光施設・名所
- 下呂発 温泉博物館
- 下呂温泉合掌村
- 温泉寺
- 森水無八幡神社
- 加恵瑠神社
- 湯のまち雨情公園

## 土産物
- 奥田家下呂膏 - 黄蘗（オウバク／キハダ）、楊梅皮（ヨウバイヒ）などが配合された地元特産の膏薬。奥田又右衛門膏本舗製造。
- 朴葉味噌 - 朴の葉に包まれた「ねぎ味噌」。飛騨牛のひき肉入りのものもある。
- 栃の実せんべい - 栃の実を練りこんだ煎餅。甘みがあり軟らかいものが多い[22]。
- さるぼぼ - 意味は「猿の赤ちゃん」。赤い服を着たのっぺらぼうの人形。
- 漬け物　晩秋から冬にかけて、飛驒特産の「赤かぶら」などを素材とした漬け物類が豊富に出回り、土産物店のほか、地区内のスーパーでも買える。